# San Martín de Boniches
San Martín de Boniches é um município da Espanha na província de Cuenca, comunidade autónoma de Castilla-La Mancha, de área 69,21 km² com população de 96 habitantes (2007) e densidade populacional de 1,33 hab/km².

## Demografia
| Variação demográfica do município entre 1991 e 2004 | Variação demográfica do município entre 1991 e 2004 | Variação demográfica do município entre 1991 e 2004 | Variação demográfica do município entre 1991 e 2004 |
| --------------------------------------------------- | --------------------------------------------------- | --------------------------------------------------- | --------------------------------------------------- |
| 1991                                                | 1996                                                | 2001                                                | 2004                                                |
| 98                                                  | 111                                                 | 86                                                  | 92                                                  |